# Carla Pompeu
Carla Pompeu de Miranda (Brasília, 4 de agosto de 1961 — Arraial da Ajuda, 15 de agosto de 2008), mais conhecida como Carla Pompeu, foi uma pintora, cenógrafa, figurinista, escritora, diretora e produtora de cinema e teatro brasileira.

## Carreira artística
Trabalhando primeiramente em uma empresa de aviação em Brasília, cidade em que nasceu e cresceu, Carla Pompeu, formada em Geologia, iniciou sua carreira artística como pintora em 1991, aos trinta anos de idade, quando se mudou para Arraial da Ajuda, cidade litorânea do estado da Bahia marcada por casas bem coloridas, característica que influenciou Carla a aprender a pintura. Seus primeiros trabalhos artísticos foram realizados em tabuleiros de gamão, pintando nesses objetos a paisagem urbana local. Depois, passou para as telas, onde céu, terra e mar se tornaram temas constantes, mas também continuou retratando o cotidiano colorido da cidade, que era o que mais gostava de reproduzir e posteriormente foi consagrado como sendo seu estilo, mas a artista plástica só soube desse reconhecimento quando viu seus trabalhos circularem no mercado como composições naïf, conceito que designa artistas autodidatas que desenvolvem uma linguagem pessoal e original de expressão.
Entretanto, Arraial da Ajuda, embora tenha sido a principal inspiração de Carla Pompeu, não foi a única, pois a artista reproduziu também a cidade de Brasília e seus arredores, a fim de homenagear sua terra natal. Pintou em telas paisagens como o Congresso Nacional e depois morou por dois anos em São Jorge, na Chapada dos Veadeiros, região próxima à Brasília, com o objetivo de conhecer mais sobre as flores do cerrado para retratá-las nos quadros.
Além de obras plásticas, Carla Pompeu também desenvolveu seus dons artísticos no ramo do cinema e do teatro, tendo escrito trinta peças, das quais a maioria do gênero comédia. Entre elas, está a peça de teatro "O Planeta Terra Cultura Micro", que fazia alusão ao Cultura Mix, evento de arte da Bahia que teve sua primeira edição em 1998 em Arraial da Ajuda. Esse evento foi idealizado pelo engenheiro e arquiteto Pedro Sérgio Félix e pelo artista plástico Keko Valenzuela, os quais fundaram uma sede própria para a realização do mesmo e para a disseminação da arte em geral, o chamado Espaço Cultura Mix. Quando o local ainda era uma casa simples, muitas peças de teatro escritas por Carla Pompeu eram apresentadas na área externa da residência, onde ficava uma horta. 

## Exposições do acervo pictórico
Em 2011, dois anos após a morte da pintora, sua irmã Cláudia Pompeu buscou uma forma de ampliar a divulgação do acervo e, então, em dezembro daquele ano, uma tela que havia sido consagrada ao filme "Lisbela e o Prisioneiro", clássico de Osman Lins que alterna entre romance e comédia, foi exposta no Salão Nacional de Belas Artes de Paris. 
Na mesma época, outras cinco telas da série "Através da Janela" já estavam sendo selecionadas por Lêda Maria do Prado, curadora da Ward-Nasse Gallery, para exposição em uma coletiva de artistas mulheres em Nova Iorque em 2012. Assim, os quadros de Carla Pompeu escolhidos por Lêda foram expostos na Macy's Herald Square do dia 16 de maio de 2012 ao dia 15 de julho de 2012 ao lado de pinturas, esculturas e fotografias de outros 27 artistas plásticos brasileiros, na exposição intitulada  "Brasil: uma Viagem Mágica". 

## Homenagens
Carla Pompeu foi homenageada juntamente com o centenário de Carmen Miranda pelo bloco Bandeirosa no Carnaval da cidade de Arraial da Ajuda em 2009, um ano depois de seu falecimento.